# Stephanie Wilson
Pour les articles homonymes, voir Wilson.
Stephanie Diana Wilson est une astronaute américaine née le 27 septembre 1966.

## Biographie

### Études et premiers emplois
Elle est diplômée de l'école secondaire Taconic, à Pittsfield (Massachusetts), dans le Massachusetts en 1984. Elle a étudié à l'université de Harvard, et a obtenu un baccalauréat ès sciences en sciences de l'ingénieur en 1988. Elle a obtenu une maîtrise ès sciences en génie aérospatial à l'université du Texas en 1992. Elle est depuis retournée à Harvard comme membre du conseil d'administration de Harvard.
Elle a travaillé durant deux ans pour le groupe Martin Marietta à Denver au Colorado. Elle y est ingénieur en dynamique pour la fusée Titan IV. Elle était chargé d'effectuer des analyses de charges couplées pour le véhicule de lancement et de charges utiles lors des vols. Elle a quitté Martin Marietta en 1990 et commencé un troisième cycle à l'Université du Texas. Sa recherche a porté sur le contrôle et la modélisation des grandes structures spatiales flexibles.
Après l'achèvement de ses études supérieures, elle a commencé à travailler pour le Jet Propulsion Laboratory à Pasadena, en Californie en 1992. Elle a travaillé aux commandes d'articulation pour le vaisseau spatial Galileo. Elle était chargé d'évaluer les performances du contrôleur d'attitude, de la plate-forme scientifique précision de pointage, de l'antenne de précision de pointage et de la précision de vitesse de rotation. Elle a travaillé dans les domaines du développement de séquence et d'essais.

### Carrière d'astronaute
Elle est sélectionnée par la NASA comme candidate astronaute en avril 1996. Wilson commence à travailler au Centre spatial Lyndon B. Johnson en août 1996. Après avoir complété deux années de formation et d'évaluation, elle devient astronaute spécialiste de mission. Elle a d'abord été affecté à des tâches techniques dans le Bureau de la Direction générale des opérations de la station. Elle a ensuite servi au contrôle de mission en tant que communicateur principal avec des équipages en orbite. Après son travail de contrôle de mission, elle a été affectée à des tâches techniques au Bureau Direction générale des opérations de la navette impliquant les moteurs principaux, le réservoir externe et le fusées de poussées.

#### Premières missions
Wilson a voyagé sur trois missions de la navette. Elle y est à chaque fois spécialiste de mission et responsable du pilotage du bras robotique Canadarm.
- Elle fait partie de la mission STS-121 le 4 juillet 2006, une mission de la navette américaine Discovery qui visite l'ISS. Les principaux objectifs de la mission étaient de tester les nouvelles techniques de sécurité et de réparation introduites à la suite de la catastrophe de Columbia en février 2003, ainsi que de livrer des fournitures et de l'équipement[2].
- Elle participe à la mission STS-120, encore sur la navette américaine Discovery, lancée le 23 octobre 2007 à destination de l'ISS. Cette mission livre le module de connexion Harmony au complexe orbital[3].
- Elle participe à la mission STS-131 sur la navette américaine Discovery, lancée le 5 avril 2010. Cette mission livre le module MPLM à l'ISS[4].

#### Expéditions 71/72
En janvier 2024, elle est assignée à la mission Crew-9. Elle aurait ainsi dû séjourner 6 mois dans l'ISS en 2024-2025. Cependant, en raison de la prolongation de la mission des deux astronautes de Boe-CFT, l'équipage de Crew 9 a été réduit à deux astronautes au lieu de quatre.

## Galerie

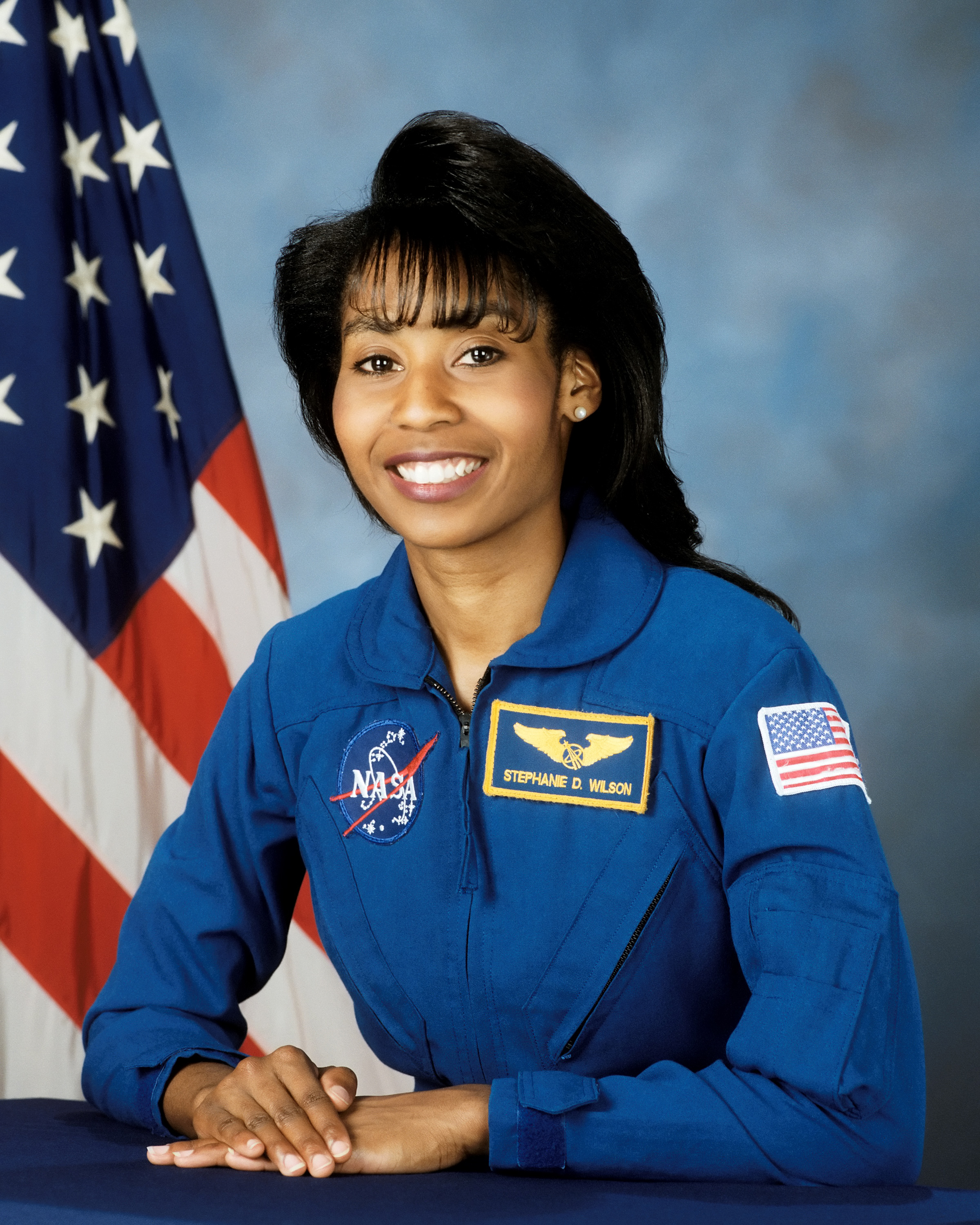
Photographie officielle de Stéphanie Wilson lors de sa sélection en 1996.
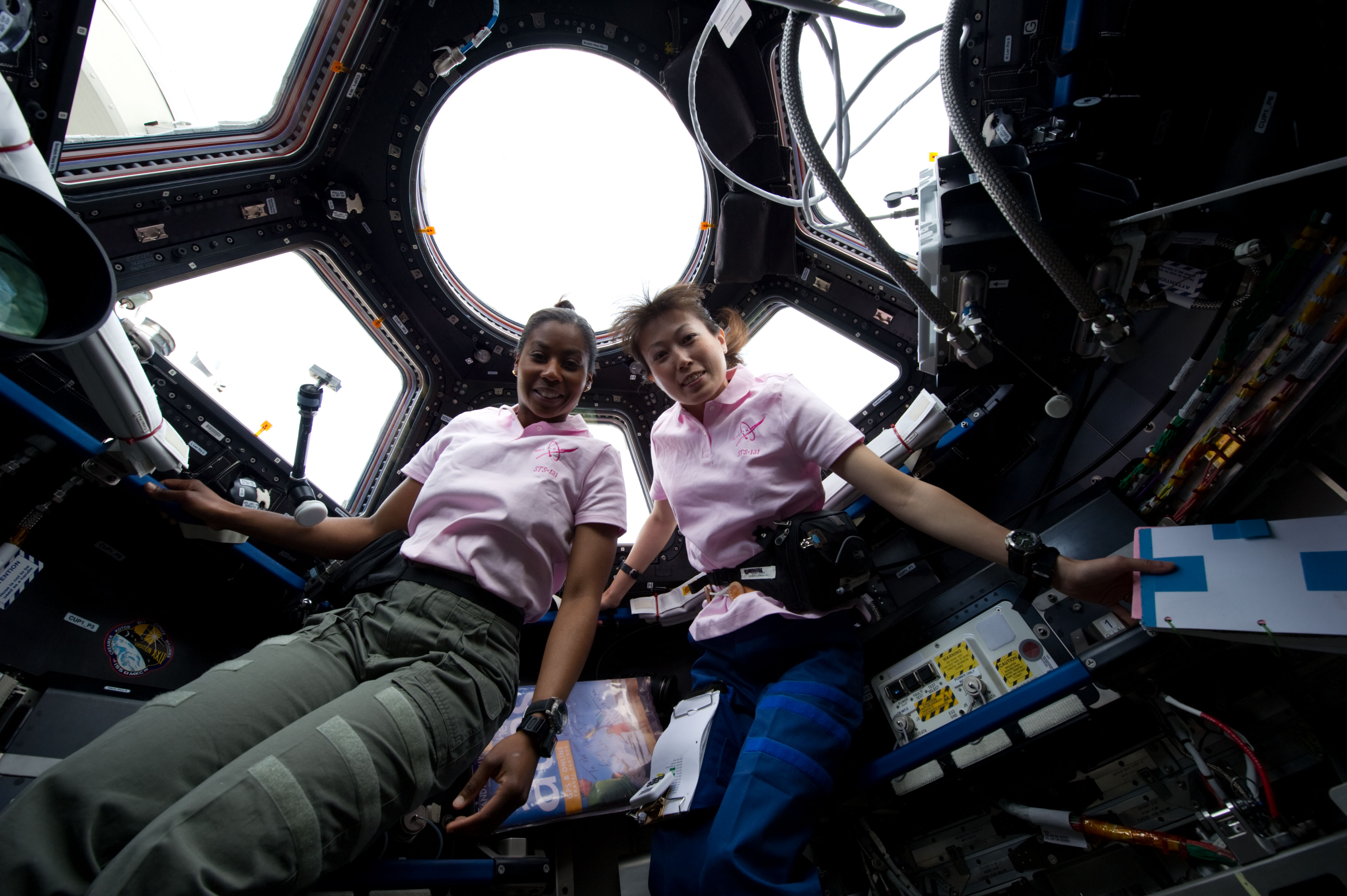
Lors de STS-131, dans la coupole de l'ISS avec sa collègue japonaise Naoko Yamazaki.
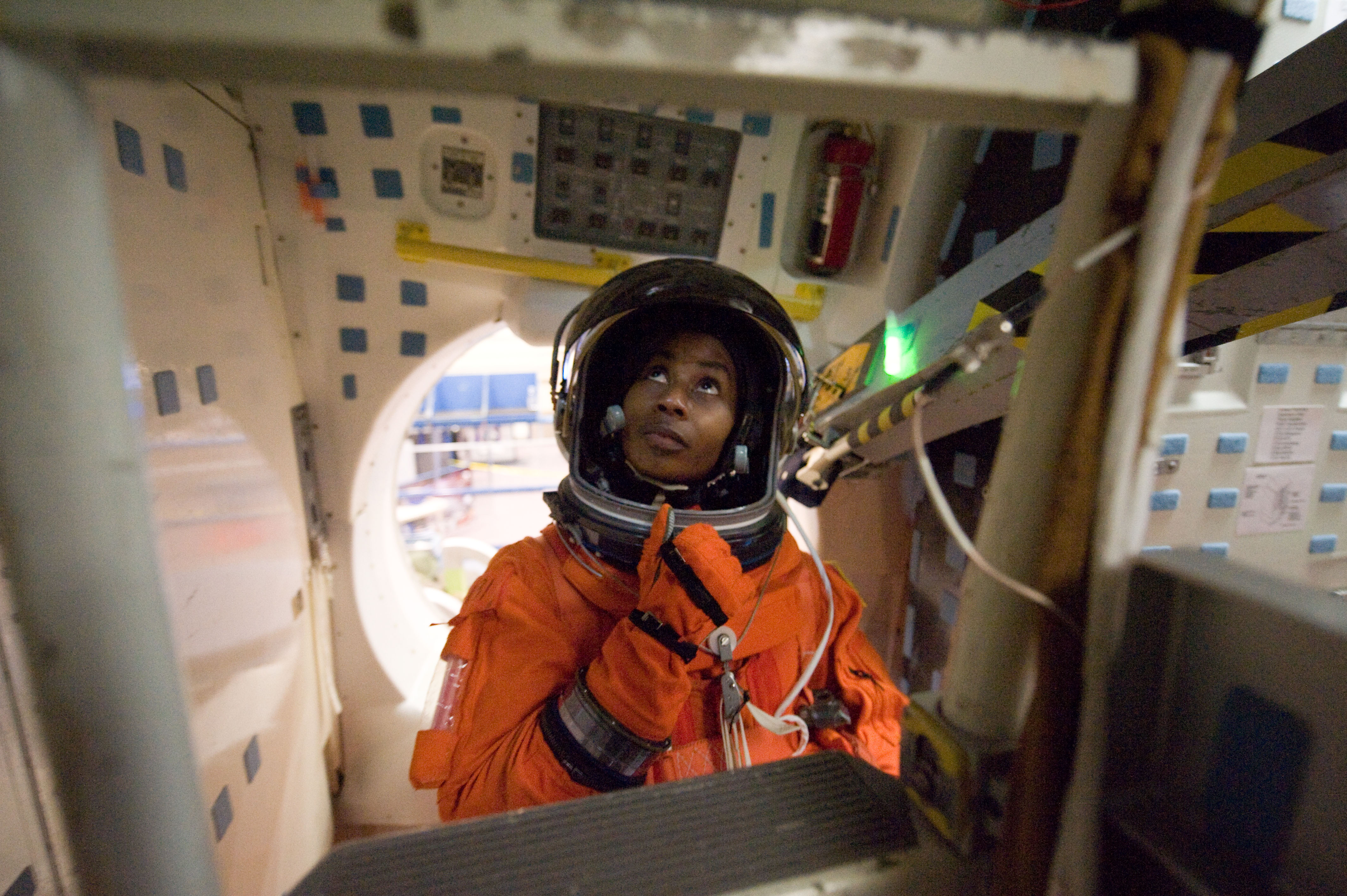
L'astronaute s'entraine dans une maquette pour sa troisième mission, STS-131.

## Autres

### Hommages
L'astéroïde (103738) Stephaniewilson a été nommé en son honneur le 27 janvier 2021, dans la Minor Planet Circular no 128944.

### Vie privée
Wilson est chrétienne et membre de la sororité Alpha Kappa Alpha. Elle pratique le ski, la musique, l'astronomie et collectionne les timbres.